# Conjux
Conjux è un comune francese di 190 abitanti situato nel dipartimento della Savoia della regione dell'Alvernia-Rodano-Alpi.
Conjux si trova sulla sponda sinistra del Lago del Bourget.

## Società

### Evoluzione demografica
Abitanti censiti